# Rogelio San Luis
Rogelio San Luis Ramos (La Coruña, 22 de abril de 1935-2 de octubre de 2024) fue un dramaturgo español cuyas obras se han estrenado en España, República Dominicana, Chile, México, Colombia y Grecia.

## Biografía
Autor de más de 100 obras de teatro, fue miembro de la Academia de las Artes Escénicas.

## Obra
Rogelio San Luis esputo representante de una generación de dramaturgos que ha desarrollado su actividad desde los años 60 del XX y en la que figuran Jerónimo López Mozo, Francisco Nieva y Alberto Miralles, entre otros/as. En su original visión del teatro, que ha tratado una gran variedad de temas, destacan el humor, la tragedia, la poesía y la problemática social. Con relativa frecuencia, su obra se ha incluido dentro del género de la farsa trágica.
Entre sus obras publicadas destaca Se vende cadáver en buen estado (1996), editada por Ediciones Invasoras (2019). 
Styl Rodarelis, catedrático e investigador teatral, ha traducido al griego moderno siete de las obras de Rogelio San Luis: La crisis según San Rogelio, Despedida de casada, Verbena en el hospital, Vodevil en blanco y negro, y las obras teatrales breves: El Magnetófono, Una muela sin juicio y Chat-Chat-Chat, todos ellos estrenados en Grecia.
Parte de su obra está accesible en la web de la Biblioteca Virtual Miguel de Cervantes.

## Obras destacadas
- Tú, yo y... el otro
- Tres historias de boite
- Nitísimo
- Dios los da y ellos...
- Romería con milagro incluido
- Sombras sobre el escenario
- En el vientre de su madre
- Olas
- Palabras del mar
- Una cama en el jardín
- Chat-Chat- Chat
- En un burdel de muñecas
- Matemos a los viejos un poquito
- Hoy jugamos a la guerra
- El presidiario e un ser muy decente